# Joe Murphy (Eishockeyspieler, 1975)
Joseph „Joe“ Murphy (* 27. Januar 1975 in Didsbury, Alberta) ist ein ehemaliger kanadischer Eishockeyspieler und -trainer, der im Verlauf seiner aktiven Karriere zwischen 1995 und 2005 unter anderem 280 Spiele in der American Hockey League (AHL) auf der Position des rechten Flügelstürmers bestritten hat. Darüber hinaus war Murphy für die Frankfurt Lions in der Deutschen Eishockey Liga (DEL) und Rauman Lukko in der finnischen SM-liiga aktiv.

## Karriere
Murphy begann seine Karriere als Eishockeyspieler bei den Olds Grizzlys in der kanadischen Juniorenliga Alberta Junior Hockey League (AJHL). Anschließend war er für die Mannschaft der University of Denver, mit der er zwischen 1995 und 1999 in der National Collegiate Athletic Association (NCAA) spielte, aktiv. Mit Pioneers gewann er am Ende der Collegesaison 1998/99 die Meisterschaft der Western Collegiate Hockey Association (WCHA) in Form der Broadmoor Trophy.
Nach Abschluss seines Studiums gab der Stürmer in den Playoffs der Saison 1998/99 sein Profidebüt für die Huntsville Channel Cats aus der Central Hockey League (CHL). Mit dem Team gewann er den Ray Miron President’s Cup, bevor er einen Vertrag bei den Rochester Americans erhielt. Für die Americans lief er die folgenden beiden Spielzeiten in der American Hockey League (AHL) auf, wobei der Angreifer in der Saison 1999/2000 auch in 34 Spielen für Roanoke Express aus der East Coast Hockey League (ECHL) auf dem Eis stand. Nach je einer Spielzeit bei den beiden AHL-Klubs Grand Rapids Griffins und Binghamton Senators, wechselte Murphy für die Saison 2003/04 nach Europa, wo er von Rauman Lukko aus der finnischen SM-liiga verpflichtet wurde. Das Team verließ er nach nur einer Saison wieder um für den amtierenden deutschen Meister Frankfurt Lions zu spielen, für den er in der Saison 2004/05 auch in zwei Partien im IIHF European Champions Cup antrat.
Nach der Spielzeit beendete der Kanadier im Alter von nur 30 Jahren seine Karriere und arbeitete fortan als Trainer, unter anderem an der University of Calgary.

## Erfolge und Auszeichnungen
- 1999 Broadmoor-Trophy-Gewinn mit der University of Denver
- 1999 Ray-Miron-President’s-Cup-Gewinn mit den Huntsville Channel Cats

## Karrierestatistik
(Legende zur Spielerstatistik: Sp oder GP = absolvierte Spiele; T oder G = erzielte Tore; V oder A = erzielte Assists; Pkt oder Pts = erzielte Scorerpunkte; SM oder PIM = erhaltene Strafminuten; +/− = Plus/Minus-Bilanz; PP = erzielte Überzahltore; SH = erzielte Unterzahltore; GW = erzielte Siegtore; 1 Play-downs/Relegation; Kursiv: Statistik nicht vollständig)